# Ignaz Feigerle
Ignaz Feigerle (ur. 7 kwietnia 1795, zm. 27 września 1863) – austriacki duchowny rzymskokatolicki, w latach 1852-1863 biskup Sankt Pölten.

## Życiorys
Urodził się 7 kwietnia 1795. 2 grudnia 1851 wybrany biskupem Sankt Pölten, papież kanonicznie zatwierdził ten wybór 15 marca następnego roku. Sakrę otrzymał 25 kwietnia 1852. Zmarł 27 września 1863.